# Пак Мі Йон
Пак Мі Йон  (кор. 박미영, 17 листопада 1981) — південнокорейська настільна тенісистка, олімпійська медалістка.

## Виступи на Олімпіадах
| Олімпіада  | Дисципліна       | Місце |
| ---------- | ---------------- | ----- |
| Пекін 2008 | одиночний розряд | 9T    |
| Пекін 2008 | командні         | 3     |